# Coleção de múmias no Museu Nacional do Brasil

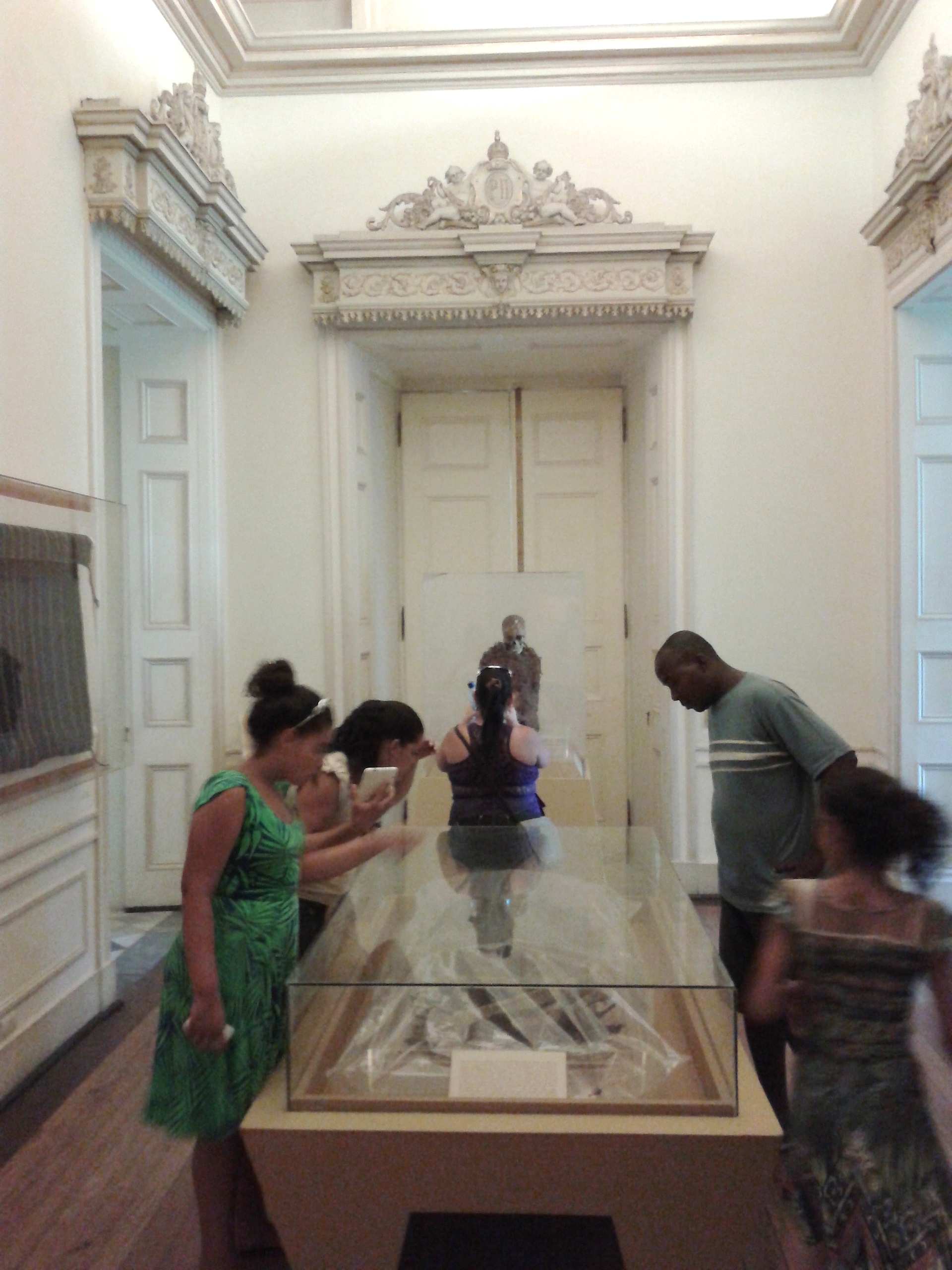
Exposição de múmias no museu.

As coleções do Museu Nacional do Brasil incluem uma exposição de múmias sul-americanas e egípcias.
O status atual da coleção é desconhecido após o incêndio que destruiu o museu em 2018.
| Imagem | Nome                                    | Origem     | Data                  | Notas |
| ------ | --------------------------------------- | ---------- | --------------------- | --- |
|        | Cabeça humana mumificada                | Egito      | 1550-1070 a.C.        | Império Novo. Homem, 25-45 anos. |
|        | Cabeça mumificada                       | Egito      | 1000 a.C.             | Cabeça mumificada coberta com resina preta e envolvida com faixas de linho. |
|        | Caixão com íbis mumificada              | Egito      | c. 332 a.C.           | Período ptolomaico |
|        | Caixão em forma de falcão com sua múmia | Egito      | c. 665 a.C.           | Período tardio |
|        | Caixão em forma de gato com sua múmia   | Egito      | c. 332 a.C.           | Período ptolomaico |
|        | Crânio mumificado                       | Egito      | 1000 a.C.             | Período romano. |
|        | Fragmento de cartonagem de múmia        | Egito      | c. 30 a.C. - 641 d.C  | Período romano. |
|        | Gato mumificado                         | Egito      | 1º século a.C.        | Período romano. |
|        | Gato mumificado                         | Egito      | c. 30 a.C.            | Período ptolomaico ou romano |
|        | Múmia de Harsiese                       | Egito      | c. 1070-664 a.C.      | Terceiro Período Intemediário XXI/XXVI Dinastias. |
|        | Múmia de criança                        | Egito      | c. 30 a.C. - 395 d.C. | Período romano. |
|        | Múmia de mulher ("Princesa Kherima")    | Egito      | 1º-3º séculos d.C     | Período romano. |
|        | Crocodilos mumificados                  | Egito      | c. 332-30 a.C.        | Período ptolomaico ou romano |
|        | Pé direito mumificado                   | Egito      | 1000 a.C..            | Pé direito e parte da perna, envoltos com treze faixas de linho. |
|        | Pé esquerdo mumificado                  | Egito      | 1000 a.C.             | Período romano. Pé equerdo envolto em faixas de linho, coberto com resina marrom e pedaço de cartonagem com motivos de linha quadrada, amarrado à sola com cordões, provavelmente uma sandália. |
|        | Sarcófago de Sha-amun-en-su             | Egito      | c. 750 a.C.           | Terceiro Período Intemediário, XXIII Dinastia |
|        | Menino mumificado                       | Chile      |                       | |
|        | Múmia do Atacama                        | Chile      |                       | |
|        | Crânio mumificado                       | Shuar      |                       | [ 2 ] |
|        | Múmia aimará                            | Povo amará |                       | Homem, 30-40 anos. |
|        | Múmia desconhecida                      |            |                       | |
|        | Mulher mumificada                       |            |                       | |